# Marichelo Puente
Marichelo Puente Portilla de Vargas (Cidade de México; 24 de setembro de 1978) é uma atriz mexicana, conhecida por sua interpretação em Chiquilladas e atualmente integra o elenco de Lucky Ladies, reality show da FoxLife.

## Biografia

### 1978-1998: Infância e começo da carreira
Marichelo nasceu na Cidade de México, filha mais velha de Enrique Ponte e Marichelo Portilla; tem duas irmãs. Com oito anos, iniciou sua carreira no programa Chiquilladas e onde após um ano atuou ao lado de sua irmã Anahí Puente. Além de atuar nessa programa, ela também cantava canções, como "A boneca e o soldado", "Chiquidracula" etc. Ela fez parte desse programa durante dois anos.
Em 1991, Marichelo participado na telenovela Atrapada onde interpretou a Mimi, e um ano depois em Ayudame compadre. Até os 18 anos, fez parte de telenovelas como Que chavas!, onde trabalhava com sua amiga Angélica Vale, e Saúde, Dinheiro e Amor onde interpreto a Sor Ines.

### 1999-2001:Nunca te esquecer e Pais culpados
Em 1999, trabalhou em Nunca esquecer-te-ei, telenovela mexicana produzida por Juan Osorio para Televisa, onde interpretou a Precilda. Também fez parte em Pais culpado em 2001, filme mexicano, onde interpretou Linda.

### Grande volta
Após alguns anos fora de palcos e televisão, Marichelo surpreendeu-nos com seu grande regresso em <i id="mwNA">Pinocho o musical</i>, como Pepe Grillo. Onde participaram mais de 30 atores, como; Roberto Blandón (Strombolli), Rafael Perrín (Zorro Juan), Eugenio Bartilotti (Gato Mateo), Santiago da Concha (Fígaro) e Omar Calderón (Payaso Mudo) etc. O musical foi produzido por Carlos Ortiz, Mauricio García e Jorge D'Alessio. Depois de anos de ausência em sua carreira, Marichelo retomou sua profissão em 2014, com a estréia de Lucky Ladies, reality show onde as mulheres dos famosos roqueiros, mostram sua vida pessoal, e como se desenvolvem nesse estilo da vida. Em dito programa, está acompanhada por Heydee Hofmann, Muriel Ebright, Esmeralda Palácios, Andy Velásquez, entre outras esposas e filhas das estrelas de rock. Até 2015 têm sido filmadas duas temporadas emitidas por FoxLife em México, Estados Unidos, Chile e Venezuela.
Em novembro de 2019 iniciou um podcast ao lado de sua irmã a também atriz Anahi, chamado "Están Ahí?".

## Vida pessoal
Marichelo foi casada com o pai biológico de sua filha Ana Pau, do qual se divorciou em 2005. Seu segundo casamento ocorreu em 2008 e durou um ano. E em 21 de maio de 2011 Marichelo casou-se com Jorge D'Alessio, integrante da banda Matute, quem ela conhece por mais de 15 anos, o casal tem dois filhos, Santiago e Patricio.
Em dezembro de 2020 a atriz passou por uma cirurgia na coluna, em seu instagram ela revelou que teve hernia de disco e acalmou os fãs.

## Filmografia

### Televisão
| Ano       | Trabalho             | Personagem | Notas |
| --------- | -------------------- | ---------- | ----- |
| 1986-1988 | Chiquilladas         |            |       |
| 1991      | Atrapada             | Mimi       |       |
| 1994      | ¡Que chavas!         |            |       |
| 1997      | Salud, dinero y amor | Sor Ines   |       |
| 1999      | Nunca te olvidare    | Precilda   |       |
| 2014-2015 | Lucky Ladies         | Ela Mesma  |       |

### Filmes
| Ano  | Trabalho         | Personagem | Notas |
| ---- | ---------------- | ---------- | ----- |
| 1992 | Ayudame compadre | Mónica     |       |
| 2001 | Padres culpables | Linda      |       |

### Teatro
| Ano  | Trabalho              | Personagem     | Notas |
| ---- | --------------------- | -------------- | ----- |
| 2010 | Pincho: El Musical    | Pepe Grillo    |       |
|      | Peter Pan: El Musical | Cesar Balcazar |       |

### Podcast
| Ano  | Trabalho   | Notas     |
| ---- | ---------- | --------- |
| 2019 | Están Ahí? | Com Anahí |